# Giuseppe Serra di Cassano, V duca di Cassano
Giuseppe Serra di Cassano, V duca di Cassano (Napoli, 22 maggio 1771 – Napoli, 22 luglio 1837), è stato un nobile, politico e rivoluzionario italiano.

## Biografia

### I primi anni e l'adesione alle correnti rivoluzionarie
Giuseppe nacque a Napoli il 22 maggio 1771, figlio primogenito di Luigi Serra di Cassano, IV duca di Cassano e di sua moglie, la nobildonna Giulia Carafa Cantelmo Stuart, dei principi di Roccella. Giuseppe venne battezzato il giorno stesso della sua nascita nella cappella del palazzo di Pizzofalcone.
Il padre, appassionato di cultura, lo inviò a compiere i propri studi presso il collegio di Sorèze, nella Francia meridionale dove poco dopo lo raggiunse il fratello minore Gennaro Maria. Fu in quest'esperienza francese che ebbe modo di entrare in contatto con gli ideali rivoluzionari che già serpeggiavano nel regno e che fece propri una volta tornato a Napoli nei primi anni '90 del Settecento, scegliendo dapprima di aderire alla massoneria col fratello, iscrivendosi alla loggia del marchese di Mompilieri. Quando il 16 dicembre 1792 giunse a Napoli la flotta rivoluzionaria francese comandata dal conte Louis-René-Madeleine de Latouche-Tréville, fu tra coloro che acclamarono la venuta dei francesi come liberatori. Il 12 gennaio 1793 prese parte al convivio massonico tenutosi a bordo del vascello francese Le Languedoc per salutare i volontari in partenza per la Francia. Negli stessi anni frequentò l'accademia di chimica istituita a Napoli da Carlo Lauberg, luogo dove si dedicò attivamente alla propaganda filo-rivoluzionaria.
Dal 21 dicembre 1793 sostituì sempre più spesso suo padre il quale, impegnato a Caserta o Venafro negli svaghi della corte borbonica, non aveva il tempo di dedicarsi a dovere all'amministrazione del feudo di Cassano allo Ionio che la sua famiglia possedeva in Calabria, distinguendosi per acume nelle capacità amministrative ed in particolare organizzò la coscrizione obbligatoria come richiesto da re Ferdinando IV nel 1794, cercando di mediare tra il malcontento delle locali famiglie aristocratiche. Nell'autunno del 1794, venne coinvolto nella congiura anti-borbonica e nell'aprile del 1795 venne arrestato e rinchiuso a Castel Sant'Elmo con l'accusa di aver favorito i rivoluzionari. Nonostante l'intervento di sua sorella Laura che, nel 1792, aveva sposato Onorato Caetani, duca di Laurenzana, non riuscì ad essere scarcerato se non per intervento del sovrano il 25 luglio 1798.

### L'esilio in Francia
Con la fuga di Ferdinando IV alla volta della Sicilia e l'ingresso a Napoli delle truppe francesi comandate dal generale Jean Étienne Championnet, la famiglia Serra venne coinvolta sempre più nelle vicende rivoluzionarie della Repubblica Napoletana. Il 25 gennaio 1799 Giuseppe, in sostituzione di suo padre che vi aveva rinunciato, venne eletto membro della giunta comunale di Napoli. Nel frattempo, suo fratello Gennaro venne nominato vice comandante della guardia nazionale repubblicana nella capitale partenopea, ottenendo anche il sostegno della madre e della zia Maria Antonia, duchessa di Popoli, che provvidero generosi fondi per la cassa nazionale. Il 25 maggio 1799, Giuseppe venne nominato ambasciatore della Repubblica Partenopea presso la Repubblica Ligure ed era partito alla volta di Genova, città dove sbarcò il 2 giugno.
Nel frattempo a Napoli era capitolata la repubblica e i Borboni cercarono vendetta sui membri della nobiltà locale che avevano parteggiato per i francesi. Giuseppe, trovandosi a Genova, riuscì fortunatamente a sottrarsi alla condanna a morte che invece colpì duramente suo fratello Gennaro Maria, mentre suo padre, sua madre, sua zia e suo zio Stanislao vennero tutti condannati all'esilio per sette anni dai confini del regno di Napoli con l'accusa di collaborazionismo a vario titolo.
Giuseppe decise di rimanere a Genova sino alla metà di agosto del 1799, partendo poi alla volta di Nizza assieme all'armata del generale François de Chasseloup-Laubat, proseguendo poi alla volta di Marsiglia ed infine giungendo a Parigi l'11 settembre di quell'anno, trovando rifugio presso l'abitazione del ministro della polizia, Joseph Fouché. Ad ogni modo la sua figura e come lui quella di molti altri esuli rivoluzionari vennero visti come ostili al Direttorio francese e, dopo la firma della Pace di Firenze del 28 marzo 1801, molti decisero di rientrare a Napoli. Mentre suo padre, sua madre, sua sorella e i suoi zii decisero di rientrare nella capitale napoletana, Giuseppe scelse di rimanere a Parigi e fece ritorno nella terra d'origine solo con l'ingresso del nuovo sovrano, Giuseppe Bonaparte, nel febbraio del 1806.

### Il ritorno e il regno napoleonico di Napoli
Giuseppe, tornato a Napoli, venne inizialmente visto con diffidenza per il suo passato filo-giacobino, ma venne infine ricompensato come gli altri membri della sua casata per le tante sofferenze patite a favore degli ideali di rinnovamento della rivoluzione. Nel 1808 Gioacchino Murat lo nominò gran cacciatore di corte e sua moglie divenne dama di corte della regina Carolina. Il 24 settembre 1808 venne nominato presidente del consiglio provinciale della Calabria Citra, incarico particolarmente delicato all'epoca in un'area impervia dove imperava il brigantaggio, ma dove pure la famiglia Serra aveva la maggior parte dei propri feudi. Nel giugno del 1809 venne inviato con altri delegati napoletani a Parigi per complimentarsi con Napoleone a seguito della vittoria nella battaglia di Wagram contro gli austriaci.
Il 2 agosto 1806, ad ogni modo, era stata abolita la feudalità in tutto il regno e come tale i Serra perdettero gran parte delle loro entrate, non senza ad ogni modo che Giuseppe si battesse in tribunale contro le pretese del comune di Cassano, avvalendosi dell'appoggio dell'intendente della Calabria Citra, Pierre Joseph Briot, pur perdendo infine la causa.

### Gli ultimi anni
Con la Restaurazione borbonica, pur temendo inizialmente per la propria vita, re Ferdinando preferì lasciar perdere la casata dei Serra e Giuseppe come suo padre vissero ritirati dalla scena politica. Con lo scoppio dei moti del 1820-1821, ad ogni modo, Giuseppe tornò alla ribalta e venne nominato decurione a Napoli, offrendo un contributo di 500 ducati alla causa dei carbonari. Di fronte al fallimento dell'esperienza ed al ritorno di Ferdinando di Borbone, decise di ritirarsi definitivamente dalla scena politica, complice anche la morte del padre che gli assegnava il ruolo di capo della sua casata.
Ammalatosi di colera nell'epidemia che colpì Napoli, morì il 22 luglio 1837.

## Matrimonio e figli
A soli tre mesi dalla sua liberazione, il 17 ottobre 1795, Giuseppe sposò a Napoli la principessa Teresa di Tocco Cantelmo Stuart (1781-1832), dalla quale ebbe un figlio:
- Luigi Serra di Cassano, VI duca di Cassano (1810-1883), sposò il 9 settembre 1838 a Napoli la marchesa Adelaide Spinelli (1813-1860)

## Genealogia
|                                                            |                                              |                                                      | Genitori                                                |  |  | Nonni |  |  | Bisnonni              |  |  | Trisnonni      |  |
|                                                            |                                              |                                                      |                                                         |  |  |       |  |  | Francesco Maria Serra |  |  | Girolamo Serra |  |
|                                                            |                                              |                                                      |                                                         |  |  |       |  |  | Francesco Maria Serra |  |  | Girolamo Serra |  |
|                                                            |                                              | Bianca Cattaneo della Volta                          |                                                         |  |  |       |  |  | Francesco Maria Serra |  |  |                |  |
| Giuseppe Serra                                             |                                              |                                                      |                                                         |  |  |       |  |  | Francesco Maria Serra |  |  |                |  |
|                                                            |                                              | Laura Negrone, II contessa di Monterubiaglio         | Giovanni Battista Negrone, I conte di Monterubiaglio    |  |  |       |  |  |                       |  |  |                |  |
|                                                            |                                              | Laura Negrone, II contessa di Monterubiaglio         | Giovanni Battista Negrone, I conte di Monterubiaglio    |  |  |       |  |  |                       |  |  |                |  |
|                                                            |                                              | Laura Negrone, II contessa di Monterubiaglio         | Teresa Fieschi                                          |  |  |       |  |  |                       |  |  |                |  |
| Luigi Serra di Cassano, IV duca di Cassano                 |                                              | Laura Negrone, II contessa di Monterubiaglio         |                                                         |  |  |       |  |  |                       |  |  |                |  |
|                                                            |                                              | Giuseppe Serra di Cassano, II duca di Cassano        | Francesco Serra                                         |  |  |       |  |  |                       |  |  |                |  |
|                                                            |                                              | Giuseppe Serra di Cassano, II duca di Cassano        | Francesco Serra                                         |  |  |       |  |  |                       |  |  |                |  |
|                                                            |                                              | Giuseppe Serra di Cassano, II duca di Cassano        | Laura Maria Anna Doria                                  |  |  |       |  |  |                       |  |  |                |  |
| Laura Serra di Cassano, III duchessa di Cassano            |                                              | Giuseppe Serra di Cassano, II duca di Cassano        |                                                         |  |  |       |  |  |                       |  |  |                |  |
|                                                            |                                              | Maria Rosa Caracciolo Pisquizi                       | Francesco Maria Caracciolo Pisquizi, IX duca di Martina |  |  |       |  |  |                       |  |  |                |  |
|                                                            |                                              | Maria Rosa Caracciolo Pisquizi                       | Francesco Maria Caracciolo Pisquizi, IX duca di Martina |  |  |       |  |  |                       |  |  |                |  |
|                                                            |                                              | Maria Rosa Caracciolo Pisquizi                       | Eleonora Caetani dell'Aquila                            |  |  |       |  |  |                       |  |  |                |  |
| Giuseppe Serra di Cassano, V duca di Cassano               |                                              | Maria Rosa Caracciolo Pisquizi                       |                                                         |  |  |       |  |  |                       |  |  |                |  |
|                                                            | Vincenzo III Carafa, VI principe di Roccella | Giuseppe Carafa, II duca di Bruzzano                 |                                                         |  |  |       |  |  |                       |  |  |                |  |
|                                                            | Vincenzo III Carafa, VI principe di Roccella | Giuseppe Carafa, II duca di Bruzzano                 |                                                         |  |  |       |  |  |                       |  |  |                |  |
|                                                            | Vincenzo III Carafa, VI principe di Roccella | Antonia di Sangro                                    |                                                         |  |  |       |  |  |                       |  |  |                |  |
| Gennaro I Carafa Cantelmo Stuart, VII principe di Roccella | Vincenzo III Carafa, VI principe di Roccella |                                                      |                                                         |  |  |       |  |  |                       |  |  |                |  |
|                                                            |                                              | Ippolita Cantelmo Stuart                             | Giuseppe Cantelmo Stuart, I principe di Pettorano       |  |  |       |  |  |                       |  |  |                |  |
|                                                            |                                              | Ippolita Cantelmo Stuart                             | Giuseppe Cantelmo Stuart, I principe di Pettorano       |  |  |       |  |  |                       |  |  |                |  |
|                                                            |                                              | Ippolita Cantelmo Stuart                             | Diana Caetani dell'Aquila d'Aragona                     |  |  |       |  |  |                       |  |  |                |  |
| Giulia Carafa Cantelmo Stuart                              |                                              | Ippolita Cantelmo Stuart                             |                                                         |  |  |       |  |  |                       |  |  |                |  |
|                                                            |                                              | Gerardo Carafa, VI duca di Forli                     | Ettore Carafa, V duca di Forli                          |  |  |       |  |  |                       |  |  |                |  |
|                                                            |                                              | Gerardo Carafa, VI duca di Forli                     | Ettore Carafa, V duca di Forli                          |  |  |       |  |  |                       |  |  |                |  |
|                                                            |                                              | Gerardo Carafa, VI duca di Forli                     | Teresa Firrao                                           |  |  |       |  |  |                       |  |  |                |  |
| Teresa Carafa, VII duchessa di Forli                       |                                              | Gerardo Carafa, VI duca di Forli                     |                                                         |  |  |       |  |  |                       |  |  |                |  |
|                                                            |                                              | Ippolita Carafa della Stadera, II duchessa di Chiusa | Domenico Carafa della Stadera, I duca di Chiusa         |  |  |       |  |  |                       |  |  |                |  |
|                                                            |                                              | Ippolita Carafa della Stadera, II duchessa di Chiusa | Domenico Carafa della Stadera, I duca di Chiusa         |  |  |       |  |  |                       |  |  |                |  |
|                                                            |                                              | Ippolita Carafa della Stadera, II duchessa di Chiusa | Giulia Maria Caracciolo Pisquizi                        |  |  |       |  |  |                       |  |  |                |  |
|                                                            |                                              | Ippolita Carafa della Stadera, II duchessa di Chiusa |                                                         |  |  |       |  |  |                       |  |  |                |  |